# Simon Ebonog
Simon Ebonog (Yaoundé, 16 agosto 2004) è un calciatore camerunese con cittadinanza francese, centrocampista del Le Havre.

## Carriera
Ebonog è cresciuto nei settori giovanili di Paris Saint-Germain, INF Clairefontaine e Le Havre. Nell'estate del 2022 ha firmato il suo primo contratto professionistico ed il 29 aprile 2023 ha esordito in prima squadra nell'incontro di Ligue 2 vinto 2-1 contro il Caen. Nella stagione 2023-2024 gioca 4 partite nella prima divisione francese.
Nell'estate del 2024 viene ceduto in prestito al Nancy, dove con una rete in 16 presenze contribuisce alla vittoria del campionato di terza divisione.

## Statistiche

### Presenze e reti nei club
Statistiche aggiornate al 14 aprile 2024.
| Stagione        | Squadra         | Campionato      | Campionato | Campionato | Coppe nazionali | Coppe nazionali | Coppe nazionali | Coppe continentali | Coppe continentali | Coppe continentali | Altre coppe | Altre coppe | Altre coppe | Totale | Totale | Totale |
| Stagione        | Squadra         | Comp            | Pres       | Reti       | Comp            | Pres            | Reti            | Comp               | Pres               | Reti               | Comp        | Pres        | Reti        | Pres   | Reti   |        |
| --------------- | --------------- | --------------- | ---------- | ---------- | --------------- | --------------- | --------------- | ------------------ | ------------------ | ------------------ | ----------- | ----------- | ----------- | ------ | ------ | ------ |
| 2021-2022       | Le Havre 2      | N3              | 6          | 1          |                 | -               | -               |                    | -                  | -                  |             | -           | -           | 6      | 1      |        |
| 2022-2023       | Le Havre 2      | N3              | 13         | 1          |                 | -               | -               |                    | -                  | -                  |             | -           | -           | 13     | 1      |        |
| 2023-2024       | Le Havre 2      | N3              | 13         | 0          |                 | -               | -               |                    | -                  | -                  |             | -           | -           | 13     | 0      |        |
| 2022-2023       | Le Havre        | L2              | 1          | 0          | CF              | 0               | 0               |                    | -                  | -                  |             | -           | -           | 1      | 0      |        |
| 2023-2024       | Le Havre        | L1              | 4          | 0          | CF              | 0               | 0               |                    | -                  | -                  |             | -           | -           | 4      | 0      |        |
| Totale carriera | Totale carriera | Totale carriera | 37         | 2          |                 | 0               | 0               |                    | -                  | -                  |             | -           | -           | 37     | 2      |        |

## Palmarès

### Club

#### Competizioni nazionali
- Campionato francese di seconda divisione: 1

Le Havre: 2022-2023
- Championnat National: 1

Nancy: 2024-2025